# Puerto Quito (kanton)
Puerto Quito – kanton w prowincji Pichincha, w Ekwadorze. Stolicą kantonu jest Puerto Quito.